# Asztalos Albert
Asztalos Albert (Magyarfenes, 1938 –) építészmérnök.

## Szakmai életútjának vázlata
Diplomájának megszerzése után 1961-től különböző építőipari beruházást lebonyolító cégeknél dolgozott, mint FŐBER, Kereskedelmi Beruházási Vállalat (KERBER), utóbbinál eleinte, mint műszaki ellenőr, később szálloda osztályvezető, végül pedig igazgató. Főbb feladatok, tevékenységek közé tartozik - melyekben mint projektmenedzser, műszaki tanácsadó szerepet töltött be-, a Pesterzsébeti városközpont rekonstrukciója (7000 lakás, járulékos út-, közműépítés, üzletek, iskolák, bölcsődék, közműalagút), irányításában lévő cégek általi szállodaépítések (köztük a Hyatt-, Novotel-, Erzsébet-, Béke-, Fórum-, Penta szállodák) . Közreműködött a budapesti Le Meridien szálloda építésben mint építész műszaki ellenőr. 2009-ig a Prontos Kft. és a Dunasilver Kft. megbízásából lakópark építések menedzselését végezte.